# 中西寛
中西 寛（なかにし ひろし、1962年8月24日 - ）は、日本の政治学者。京都大学大学院法学研究科教授。2016年から2018年まで京都大学公共政策大学院研究科長。専門は国際政治学。

## 経歴
大阪府池田市生まれ。京都大学では高坂正堯に、シカゴ大学時代は入江昭に師事する。高坂と同じくアメリカ重視の現実主義外交を唱える。政治家の前原誠司は高坂ゼミでの一年後輩に当たる。京都大学大学院博士課程在学中にシカゴ大学留学、1991年より京都大学法学部助教授、2002年から同大教授。2014年から2016年まで日本国際政治学会理事長。第2次安倍内閣の安全保障の法的基盤の再構築に関する懇談会の有識者委員であった。そのほか、平和・安全保障研究所理事、日本国際フォーラム評議員、新日中友好21世紀委員会日本側委員などを務めている。第29回吉田茂賞、第4回読売・吉野作造賞、第27回大平正芳記念賞を受賞。

### 学歴
- 1981年 甲陽学院中学校・高等学校卒業
- 同年 京都大学経済学部入学
- 1982年 京都大学法学部に転入
- 1985年 京都大学法学部卒業
- 1987年 同大学院法学研究科修士課程修了（法学修士）
- 1988年 - 1990年 シカゴ大学歴史学部博士課程 (Ph.D candidate)
- 1991年 京都大学大学院法学研究科博士後期課程退学

### 研究歴
- 1991年 京都大学法学部助教授
- 1992年 京都大学大学院法学研究科助教授（大学院重点化に伴う配置換え）
- 1994年 - 1995年 文部省在外研究員
- 2002年 京都大学大学院法学研究科教授
- 2006年 同公共政策連携研究部教授（法学研究科兼担）
- 2009年 同大学院法学研究科教授（公共政策大学院兼担）
- 2015年 同公共政策連携研究部教授（法学研究科兼担）
- 2016年 - 2018年 同公共政策大学院研究科長
- 2018年 同大学院法学研究科教授（公共政策大学院兼担）

### 社会的活動
- 「21世紀日本の構想」懇談会第1分科会メンバー（1999年5月 - 2000年1月）
- 首相私的諮問機関「安全保障の法的基盤の再構築に関する懇談会」有識者委員（2007年5月-8月 第1次安倍内閣、2013年2月-2014年5月 第2次安倍内閣）
- 首相有識者会議「外交政策勉強会」委員（2007年12月 - 08年9月）
- 日韓新時代共同研究プロジェクト委員、国際政治分科会委員長（2008年 - 2010年）
- 「安全保障と防衛力に関する懇談会」 委員（2009年1月 - 8月 麻生内閣）
- 「新たな時代の安全保障と防衛力に関する懇談会」 委員（2010年2月 - 8月 鳩山内閣〜菅内閣）
- 一般財団法人 平和・安全保障研究所 理事
- 公益財団法人 日本国際フォーラム 評議員
- 一般財団法人 日本国際政治学会 理事長（2014-16年）
- 新日中友好21世紀委員会 日本側委員

### 受賞
- 第29回吉田茂賞（1999年）：『戦後日本外交史』（分担執筆）
- 第4回読売・吉野作造賞（2003年）：『国際政治とは何か―地球社会における人間と秩序』
- 第27回大平正芳記念賞特別賞（2011年）：『歴史の桎梏を越えて――20世紀日中関係への新視点』（共編著）

## 著書

### 単著
- 『国際政治とは何か――地球社会における人間と秩序』（中央公論新社〈中公新書〉、2003年）

### 共編著
- 田中明彦 『新・国際政治経済の基礎知識』（有斐閣、2004年、新版2010年）
- 田中明彦・飯田敬輔 『日本の国際政治学(1) 学としての国際政治』（有斐閣、2009年）
- 小林道彦 『歴史の桎梏を越えて――20世紀日中関係への新視点』（千倉書房、2010年）
- 石田淳・田所昌幸 『国際政治学』（有斐閣、2013年）
- 五百旗頭真 『高坂正堯と戦後日本』（中央公論新社、2016年）
- 伊藤之雄 『日本政治史の中のリーダーたち―明治維新から敗戦後の秩序変容まで』（京都大学学術出版会、2018年）

### 共著
- 五百旗頭真 編 『戦後日本外交史』（有斐閣、1999年）
- 五百旗頭真 編（呉万虹訳） 『戦後日本外交史』（中国：社会科学文献出版社、2005年）
- Makoto Iokibe ed (translated by Robert Eldridge). The Diplomatic History of Postwar Japan (Routledge, 2009)
- 伊藤之雄・川田稔 編 『20世紀日本と東アジアの形成』（ミネルヴァ書房、2007年）
- 五百旗頭真 編 『日米関係史』（有斐閣、2008年）
- 新川敏光・大西裕 編 『世界政治叢書9 日本・韓国』（ミネルヴァ書房、2008年）